# Sigrun

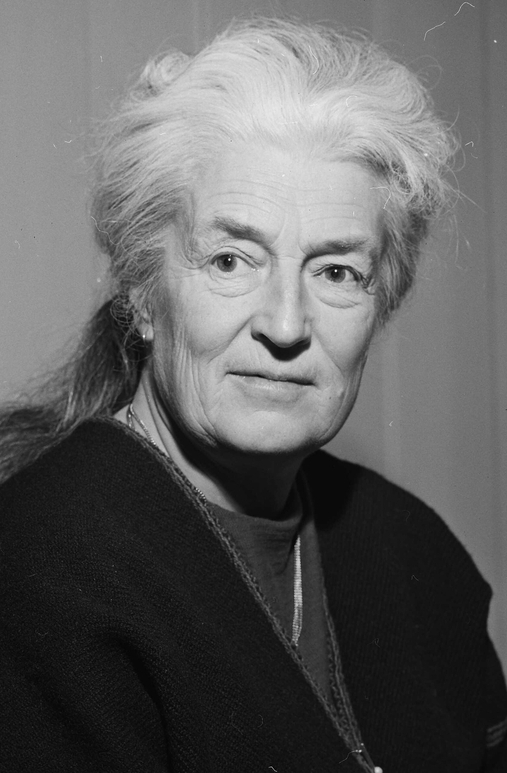
Sigrun Berg, 1964.

Sigrun är ett kvinnonamn med nordiskt ursprung, bildat av stammen i seger (Sig) och efterleden rúnar - hemlighet. 
Under åren 1986-1992 hade Sigrun namnsdag den 10 januari.

## Data
- Antal svenska personer med tilltalsnamnet Sigrun: ca 160 år 2003.
- Antal svenska personer där något av förnamnen är Sigrun: ca 290 år 2002 och 2003.

## Personer med namnet Sigrun
- Sigrun Berg, norsk vävare och textilformgivare

## Mytologiska
- Sigrun (valkyria) – valkyria i poetiska Eddan som var förälskad i Helge Hundingsbane.